# Suma temperatur efektywnych
Suma temperatur efektywnych, suma temperatur aktywnych – suma jednostek ciepła powyżej minimum fizjologicznego, potrzebnych do rozwoju danego organizmu. Jest obliczana według wzoru:
{\displaystyle S=(T-t_{0})d}
Gdzie: T – średnia temperatura dobowa powietrza, {\displaystyle t_{0}} – zero fizjologiczne gatunku, d – liczba dni rozwoju stadium lub pokolenia.
Jest to wartość orientacyjna, pozwalająca przybliżyć termin pojawienia się danego stadium rozwojowego lub rozwój całego pokolenia danego gatunku owadów, a także osiągania poszczególnych faz rozwojowych w przypadku roślin. Próg termiczny, od którego liczona jest suma temperatur, jest uzależniony od organizmu. Dla obliczenia wylotu omacnicy prosowanianki temperaturą graniczną jest 8 °C, jednak dla rozwoju jej rośliny żywicielskiej – kukurydzy, która jest wybitnie ciepłolubna, stosuje się temperaturę 10 °C, a na przykład dla jabłoni, która pochodzi z klimatu umiarkowanego, najlepsze wyniki uzyskuje się, stosując 0 °C jako bazę do obliczeń.
W polskim piśmiennictwie, jest ona utożsamiana z angielskim terminem growing degree-day (GDD), zwanym też stopniodniami.
Obliczanie sumy temperatur aktywnych wykorzystuje się także do oceny jakości jagód winorośli oraz klasy wina w danym roku wegetacyjnym, wyznaczania optymalnego terminu zbioru owoców, oceny wpływu czynników klimatycznych i pogodowych na plonowanie i jakość plonu roślin.